# Liberale Jüdische Gemeinde Hannover

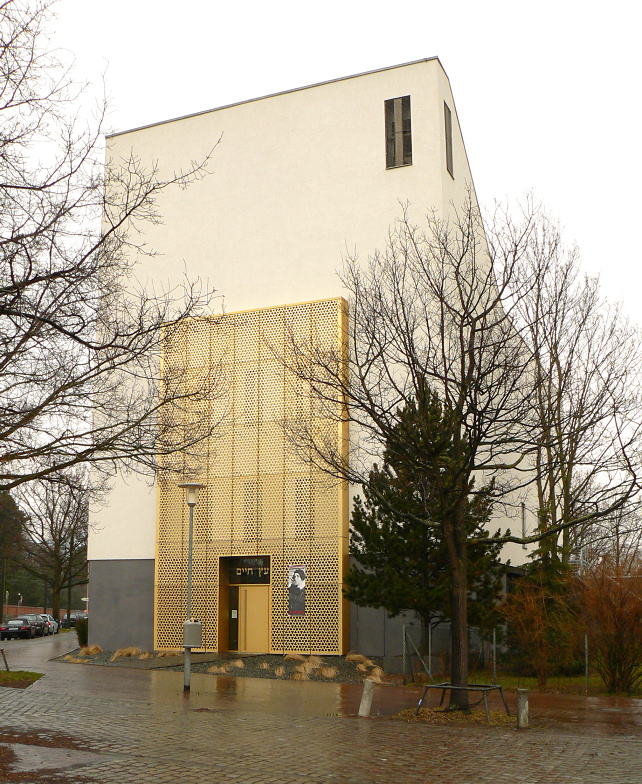
Synagoge der Liberalen Jüdischen Gemeinde Hannover

Die Liberale Jüdische Gemeinde Hannover K.d.ö.R. ist die größte progressive jüdische Gemeinde Deutschlands. Sie hat ihren Sitz in ihrem Gemeindezentrum Etz Chaim (hebräisch עץ חיים ‚Baum des Lebens‘) im hannoverschen Stadtteil Leinhausen.

## Gemeinde
Gegenwärtig hat die Gemeinde rund 800 Mitglieder. Zwei Drittel davon sind Zuwanderer aus der ehemaligen Sowjetunion. Die Gemeinde besteht seit 1995 und befand sich zwischen 1997 und 2008 in gemieteten Büroräumen im Stadtteil Bult. Am 25. Januar 2009 wurde die eigene Synagoge mit Gemeindezentrum im Stadtteil Hannover-Leinhausen eingeweiht. Träger ist die Stiftung Liberales Judentum Hannover. Bei dem Gebäude handelt es sich um einen von der Evangelisch-lutherischen Kirche errichteten Nachkriegsbau, der bis zu seiner Entwidmung 2007 als Gustav-Adolf-Kirche genutzt wurde. Die Kosten für Ankauf und Umbau brachten die Gemeinde, das Land Niedersachsen, die Region Hannover und die Stadt Hannover gemeinsam auf. Bereits im Herbst 2007 konnte in dem neuen Gemeindezentrum die erste und einzige progressive jüdische Kindertagesstätte Deutschlands („Tamar“) eingerichtet werden. Daneben umfasst das Gemeindezentrum die Synagoge (egalitär-liberal), eine öffentliche jüdische Bibliothek, ein Kinder- und Jugendzentrum, ein Kultur- und Bildungszentrum sowie Veranstaltungs-, Seminar- und Übungsräume zum Beispiel für die eigene Musikgruppe MIZWA und einen Hort für sechs- bis zwölfjährige Kinder.
Die erste Veranstaltung in den neuen Räumlichkeiten fand bereits am 21. Dezember 2008 statt. Anlässlich des ersten Abends des Channuka-Festes lud die Gemeinde zum Tag der offenen Tür. Mehr als tausend Besucher, darunter viele Nachbarn, kamen. Am 24. September 2010 wurde der Gemeinde und den Architekten Roger Ahrens und Gesche Grabenhorst für das Gemeindezentrum und die Synagoge der Niedersächsische Staatspreis für Architektur 2010 verliehen.
Die Gemeinde wurde seit Gründung von Rabbiner Gábor Lengyel betreut, der als Senior Rabbiner bis 2024 tätig war. Seit 2022 ist Alexander Kovtun der amtierende Rabbiner. Von Dezember 2016 bis Frühjahr 2021 amtierte Assaf Levitin als Kantor der Gemeinde. Von Oktober 2021 bis Sommer 2024 amtierte als Kantor der Gemeinde Yoed Sorek. Seitdem arbeitet die Gemeinde mit verschiedenen Kantorinnen und Kantoren zusammen. Vorsitzende der Liberalen Jüdischen Gemeinde war von 1999 bis 2020 Ingrid Wettberg. 2020 fand ein Generationswechsel innerhalb des Vorstandes statt. Bis 2022 leitete Rebecca Seidler als Vorsitzende die Gemeinde. Ihr folgte Tatjana Mass nach, die mit weiteren Vorstandsmitgliedern die Gemeinde ehrenamtlich leitet. Rebecca Seidler ist seit 2022 die Geschäftsführerin der Liberalen Jüdischen Gemeinde Hannover. Mehrheitlich. Auf Beschluss der niedersächsischen Landesregierung wurde der Gemeinde am 23. Juli 2013 der Status einer Körperschaft des öffentlichen Rechts (K.d.ö.R.) zugesprochen.
Die Gemeinde verfügt über eine Synagoge, einen großen Veranstaltungsraum für Kulturprogramme, eine jüdische Kindertagesstätte, ein Jugendzentrum, eine Sozial- und Migrationsberatungsstelle und bietet neben den religiösen Angeboten auch zahlreiche soziale und kulturelle Programme an, u. a. Sprachunterricht (Deutsch und Hebräisch). Zudem befindet sich im Gemeindezentrum auch die von der Israel-Jacobson-Gesellschaft getragene jüdische Bibliothek.
Der Friedhof der Liberalen Jüdischen Gemeinde Hannover befindet sich in Hannover-Lahe. 
Die Liberale Jüdische Gemeinde Hannover gehört dem Landesverband der Israelitischen Kultusgemeinden von Niedersachsen K.d.ö.R. an, der von Rebecca Seidler als Vorsitzende geführt wird. 

## Organisationen
Das Gemeindezentrum Etz Chaim der Liberalen Jüdischen Gemeinde Hannover ist der Sitz von weiteren Organisationen:
- Landesverband der israelitischen Kultusgemeinden von Niedersachsen K.d.ö.R.
- Stiftung Liberales Judentum Hannover[6]
- die Jüdische Bibliothek Hannover. Sie wird von der Israel Jacobson Gesellschaft getragen.
- Israel Jacobson Gesellschaft e. V.[7], die sich durch kulturelle Veranstaltungen in der Gemeinde beteiligt.
- Chaverim Hannover e. V., der Verein der Förderer der Gemeinde.

Die Liberale Jüdische Gemeinde Hannover hat zwei Partnergemeinden: Temple Micah in Washington D.C. sowie eine progressive Gemeinde in Zichron Ja’akow (Israel).

## Antisemitischer Übergriff
Am 19. Juni 2010 wurde die Tanzgruppe der Liberalen Jüdischen Gemeinde Chaverim (hebräisch „Freunde“) beim „5. Internationalen Tag“ des städtischen Kulturtreffs im hannoverschen Stadtteil Sahlkamp von einer Gruppe überwiegend arabischstämmiger Kinder und Jugendliche mit Kieselsteinen beworfen sowie antisemitisch beleidigt. Der Vorfall führte zu einem bundesweiten Medienecho sowie einzelnen Anfragen internationaler Medien.
Die Polizei ermittelte gegen 14 Tatverdächtige, von denen fünf Personen Steinwürfe nachgewiesen werden konnten. Da es sich um drei strafunmündige Kinder sowie eine geistig behinderte Person handelte, wurde nur gegen einen zur Tatzeit 14-jährigen schwerkriminellen Deutschen Anklage erhoben. Er wurde wegen versuchter gefährlicher Körperverletzung und weiterer Taten in anderem Zusammenhang (Räuberische Erpressung, Diebstahl, Hehlerei) zu einer Jugendstrafe von einem Jahr und drei Monaten auf Bewährung verurteilt. Eine antisemitische Tatmotivation schloss das Gericht bei ihm aus, als Rädelsführer des Angriffs sah das Gericht einen Neunjährigen an.

## Mitgliedschaften
- World Union for Progressive Judaism
- Union progressiver Juden in Deutschland
- Landesverband der israelitischen Kultusgemeinden von Niedersachsen K.d.ö.R.
- Zentralrat der Juden in Deutschland